# Cyperus meridionalis
Cyperus meridionalis är en halvgräsart som beskrevs av Manuel Barros. Cyperus meridionalis ingår i släktet papyrusar, och familjen halvgräs. Inga underarter finns listade i Catalogue of Life.